# Kolongella
Kolongella es un género de foraminífero bentónico considerado posterior de Parathurammina de la subfamilia Parathurammininae, de la familia Parathuramminidae, de la superfamilia Parathuramminoidea, del suborden Fusulinina y del orden Fusulinida. Su especie tipo era Parathurammina kolongensis. Su rango cronoestratigráfico abarcaba el Silúrico.

## Discusión
Kolongella fue propuesto como un subgénero de Suleimanovella, es decir, Suleimanovella (Kolongella).
Algunas clasificaciones más recientes incluirían Kolongella en el suborden Parathuramminina, del orden Parathuramminida, de la subclase Afusulinina y de la clase Fusulinata.

## Clasificación
Kolongella incluía a las siguientes especies:
- Kolongella crassa †
- Kolongella micula †
- Kolongella pojarkovi †